# 新謝利謝
46°38′36″N 30°7′37″E / 46.64333°N 30.12694°E
新塞利什切（烏克蘭語：Нове Селище）是位於烏克蘭西南部的村莊，由敖德萨州贝雷济夫卡区的庫里索韋市鎮負責管轄。該村始建於1921年，面積0.24平方公里，海拔高度71米，2001年人口80，人口密度每平方公里333.33人。